# Akemi Ueno
Akemi Ueno (jap. 上野　明美, Ueno Akemi; * um 1945) ist eine japanische Badmintonspielerin. 

## Karriere
Akemi Ueno wurde 1966 nationale Meisterin in Japan, wobei sie im Mixed mit Yoshio Komiya erfolgreich war. Ein weiterer Titelgewinn gelang ihr bei der Erwachsenenmeisterschaft 1969 im Damendoppel mit Setsuko Ōta.

## Sportliche Erfolge
| Saison | Veranstaltung                     | Disziplin   | Platz | Name                       |
| ------ | --------------------------------- | ----------- | ----- | -------------------------- |
| 1966   | Japan: Einzelmeisterschaften      | Mixed       | 1     | Yoshio Komiya / Akemi Ueno |
| 1969   | Japan: Erwachsenenmeisterschaften | Damendoppel | 1     | Setsuko Ōta / Akemi Ueno   |

## Referenzen
- Japanische Badmintonmeisterschaften 1947-2004 (Memento vom 28. August 2007 im Internet Archive)
- Annual Handbook of the International Badminton Federation, London, 29. Auflage 1971, S. 222–223

| Personendaten    | Personendaten                 |
| ---------------- | ----------------------------- |
| NAME             | Ueno, Akemi                   |
| ALTERNATIVNAMEN  | 上野 明美 (japanisch)         |
| KURZBESCHREIBUNG | japanische Badmintonspielerin |
| GEBURTSDATUM     | um 1945                       |